# Forțele armate ale Egiptului
Forțele armate egiptene (arabă القوات المسلحة المصرية) sunt cele mai mari din Africa și Orientul Mijlociu. Acestea au fost înființate în 1922, având în compunere Armata terestră egipteană, Marina egipteană, Forțele aeriene egiptene și Comandamentul apărării aeriene egiptene.
Potrivit constituției egiptene, Armata egipteană este condusă de Comandantul General sau de către Consiliul Suprem format în situații de urgență și condus de președintele statului, care deține titlul de lider suprem al forțelor armate egiptene, și este compus din cei 21 de ofițeri care reprezintă diferitele armate și departamente ale forțelor armate.